# زاک کلوف
زاک کلوف (انگلیسی: Zach Clough؛ زادهٔ ۸ مارس ۱۹۹۵) بازیکن فوتبال اهل بریتانیا است.
از باشگاه‌هایی که در آن بازی کرده‌است می‌توان به باشگاه فوتبال بولتون واندررز اشاره کرد.